# Windham (État de New York)
Windham est une ville située dans le comté de Greene, dans l'État de New York, aux États-Unis. Elle doit probablement son nom à la ville ou au comté de Windham dans le Connecticut, beaucoup de ses premiers colons venant de cet État ainsi que d'autres parties de la Nouvelle-Angleterre. La ville a deux surnoms : « Land in the Sky » et « Gem of the Catskills ». La ville de Windham est située dans la partie centre-ouest du comté sur la limite nord du parc Catskill.

## Source
- (en) Cet article est partiellement ou en totalité issu de l’article de Wikipédia en anglais intitulé « Windham, New York » (voir la liste des auteurs).